# 오카에 쿠미코
오카에 쿠미코(일본어: 岡江久美子, 1956년 8월 23일 ~ 2020년 4월 23일)는 일본의 배우·사회자·성우이다.
1975년 데뷔하였다. 2019년 12월 유방암 초기로 수술을 받은 뒤 방사선 치료를 받았다. 면역이 약해진 상태에서 4월 3일 폐렴 의심 증세를 보였다. 2020년 4월 23일 코로나19에 의한 폐렴으로 사망하였다.

## 출연 작품
- 파파돌!
- 럭키 세븐
- 사랑하고파
- 고양이의 보은
- 극장판 포켓몬스터 AG: 뮤와 파동의 용사 루카리오

## 연관 인물
- 오오와다 신야
- 오오와다 미호
- 야쿠마루 히로히데
- 고다이 미치코